# Вила Сан Леонардо (Кјети)
Вила Сан Леонардо је насеље у Италији у округу Кјети, региону Абруцо.
Према процени из 2011. у насељу је живело 549 становника. Насеље се налази на надморској висини од 112 м.